# پولیکارپوف تی‌بی-۲
پولیکارپوف تی‌بی-۲ (روسی: Поликарпов ТБ-۲) نمونه اولیه یک بمب افکن سنگین بود که در دهه ۲۰ میلادی در اتحاد جماهیر شوروی تولید و آزمایش شد.